# Lissewege

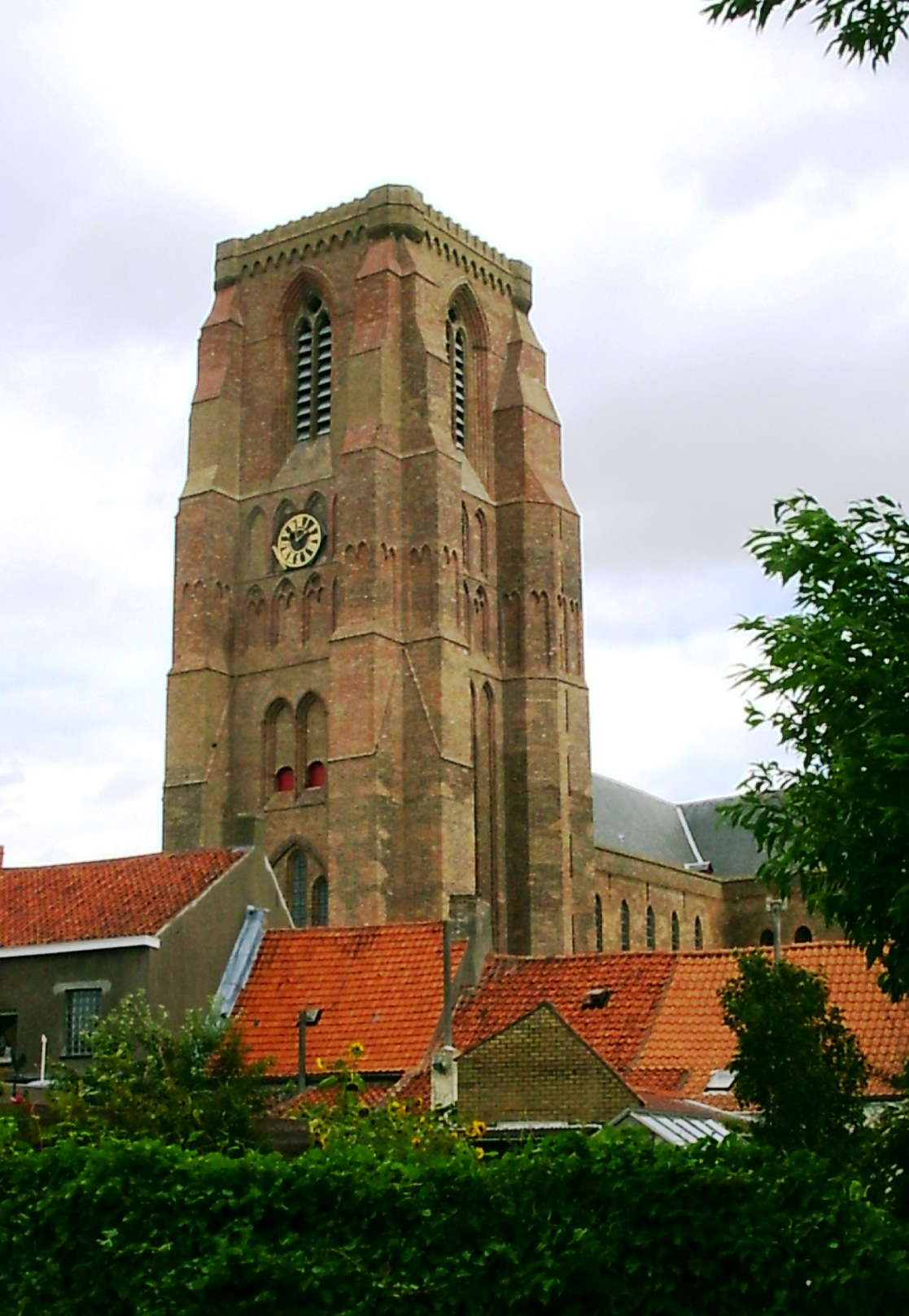
De kerk van Lissewege (14 sep 2004)

Lissewege is een dorp in de Belgische provincie West-Vlaanderen en sinds 1 januari 1971 een deelgemeente van Brugge. Het dorp telt 2.431 inwoners (2014). Door Lissewege loopt het Boudewijnkanaal. Lissewege is opgenomen in de lijst van de 50 mooiste dorpen van Vlaanderen.

## Geschiedenis
De plaats werd waarschijnlijk voor het eerst tijdens de 10de eeuw bewoond, toen grote kudden schapen werden gehouden op het schorrengebied. De eerste schriftelijke vermelding is van 1027, als Lissewega, waarbij mogelijk het woord wegha (Frankisch: huis) en de eigennaam Liss werden gebruikt.
De parochie van Lissewege omvatte ook het huidige Zeebrugge, Heist en Knokke. Het patronaatsrecht en het tiendrecht berustten reeds vóór 1119 bij de Abdij van Sint-Bertinus te Sint-Omaars. Al vóór 1249 had de parochie van Heist zich afgesplitst van die van Lissewege.
Lissewege was een heerlijkheid. Vanaf begin 12e eeuw was deze in bezit van de familie Van Lissewege, vanaf eind 14e eeuw werd dat De Deckere, in de 17e eeuw De Boodt, daarna de graven De Bergeyck en uiteindelijk De Colins, tot de heerlijkheid in de Franse tijd werd opgeheven. Het kasteel lag ter hoogte van de huidige straat Lisseweegs Opperhof. Omstreeks 1839 werd het kasteel gesloopt en de motte werd in 1961 afgegraven. Het neerhof is gedeeltelijk bewaard gebleven.
In de 11e eeuw werd door de heren van Lissewege een kapel opgericht, gewijd aan Sint-Bartholomeüs. In 1106 werd deze verheven tot priorij, welke afhankelijk was van de benedictijnen Abdij van Mont Saint-Quentin. In 1174 werd de priorij geschonken aan de cisterciënzer Abdij Onze-Lieve-Vrouw Ten Duinen, die op haar beurt in Lissewege de Abdij Ter Doest sticht. Omstreeks 1275 werd de grote abdijschuur gebouwd, die er nog steeds staat.
Tijdens de bloeitijd van Brugge was Lissewege een zeer welvarend dorp. De romaanse kerk werd vervangen door de huidige Onze-Lieve-Vrouw-Bezoekingskerk, die ook gebruikt werd als bedevaartsoord. Lissewege was namelijk een tussenstation voor bedevaarders uit het noorden, op weg naar Santiago de Compostella. Ze konden overnachten en een maaltijd gebruiken in het Sint-Jakobshuis, dat nog altijd bestaat. In het gemeentewapen van Lissewege komen drie sint-jakobsschelpen voor, die de weg aangeven door het lis. De kerk was een bedevaartsoord met een mirakelbeeld van de Heilige Maria, dat in 1586 werd vernield door de geuzen. Het werd vervangen door een beeld uit 1624, dat nu nog bestaat en wordt rondgedragen tijdens de jaarlijkse processie op de eerste zondag van mei.
In de loop van de 16e eeuw kwam de economie tot stilstand en ook in Lissewege verdween de welvaart. In 1571 werd de Abdij Ter Doest door de geuzen vernield en in 1586 moest ook de kerk het ontgelden. Ook in de 17e eeuw was er overlast van talrijke troepen en ook de pestepidemie van 1665-1668 eiste een aanzienlijke tol.
In 1896 begon de aanleg van het Kanaal Brugge-Zeebrugge, dat ten oosten van de plaats kwam te liggen en dat een aanzienlijke ingreep in het landschap betekende. Lissewege verloor daardoor een groot deel van zijn grondgebied.
Tijdens de Eerste Wereldoorlog werd Lissewege herhaaldelijk getroffen door Britse munitie. Lissewege werd na de Tweede Wereldoorlog in 1944 bevrijd door de Canadezen. In 1970 werd het restant van de gemeente Lissewege opgeheven en bij de gemeente Brugge gevoegd.

## Galerij

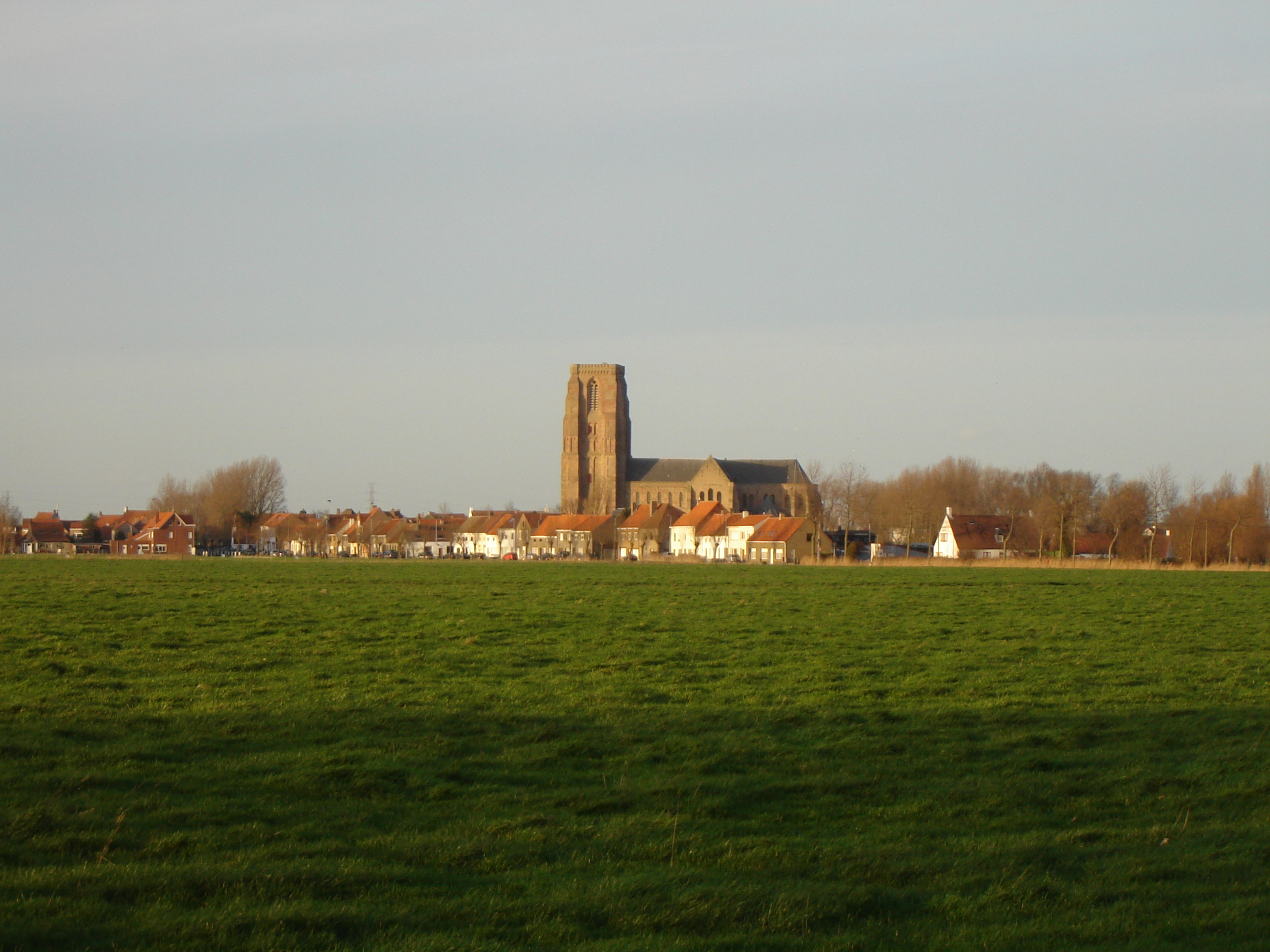
Lissewege, gezien vanaf Ter Doest
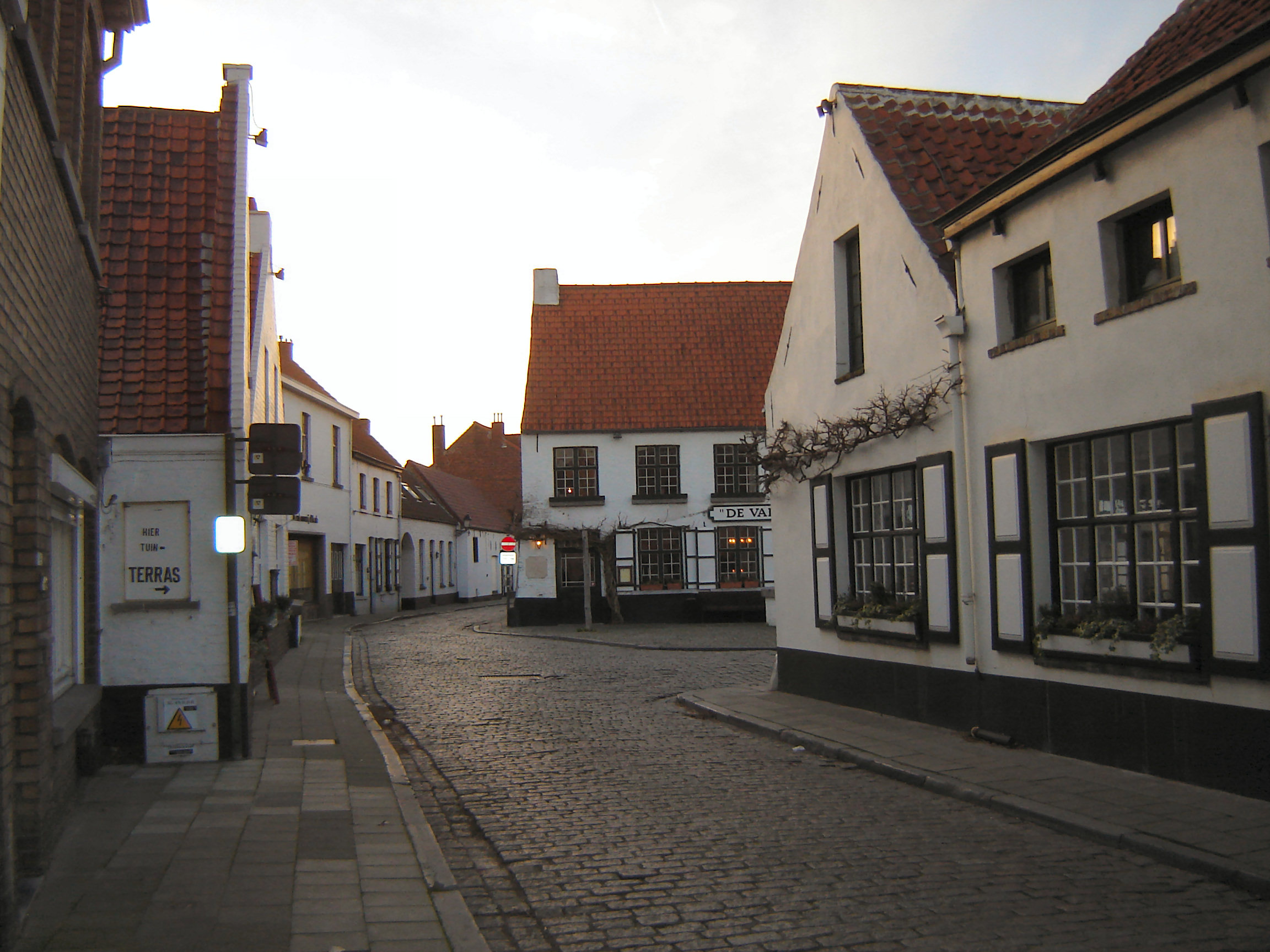
Straat naar het dorpscentrum
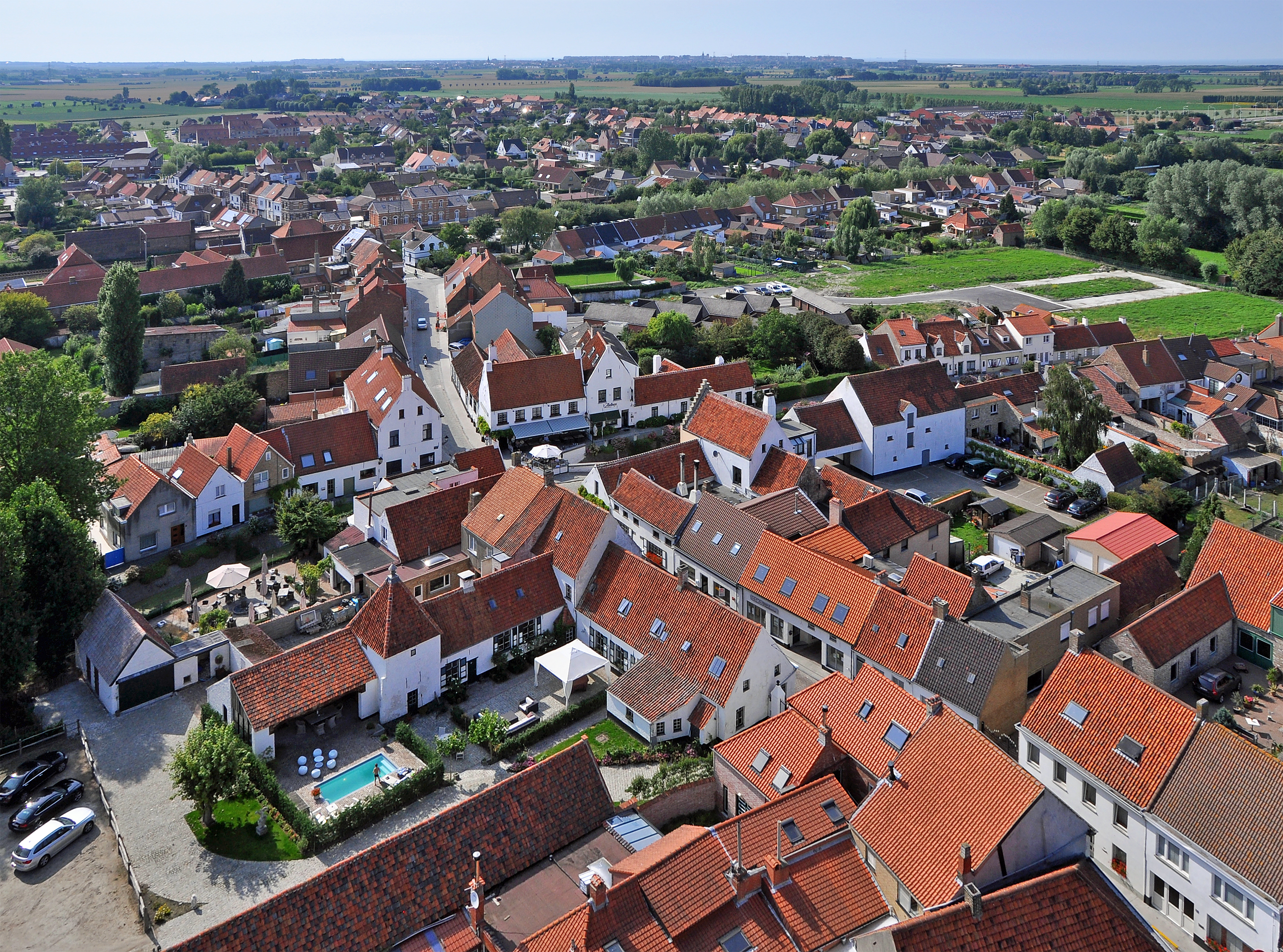
Algemeen gezicht vanaf de kerktoren
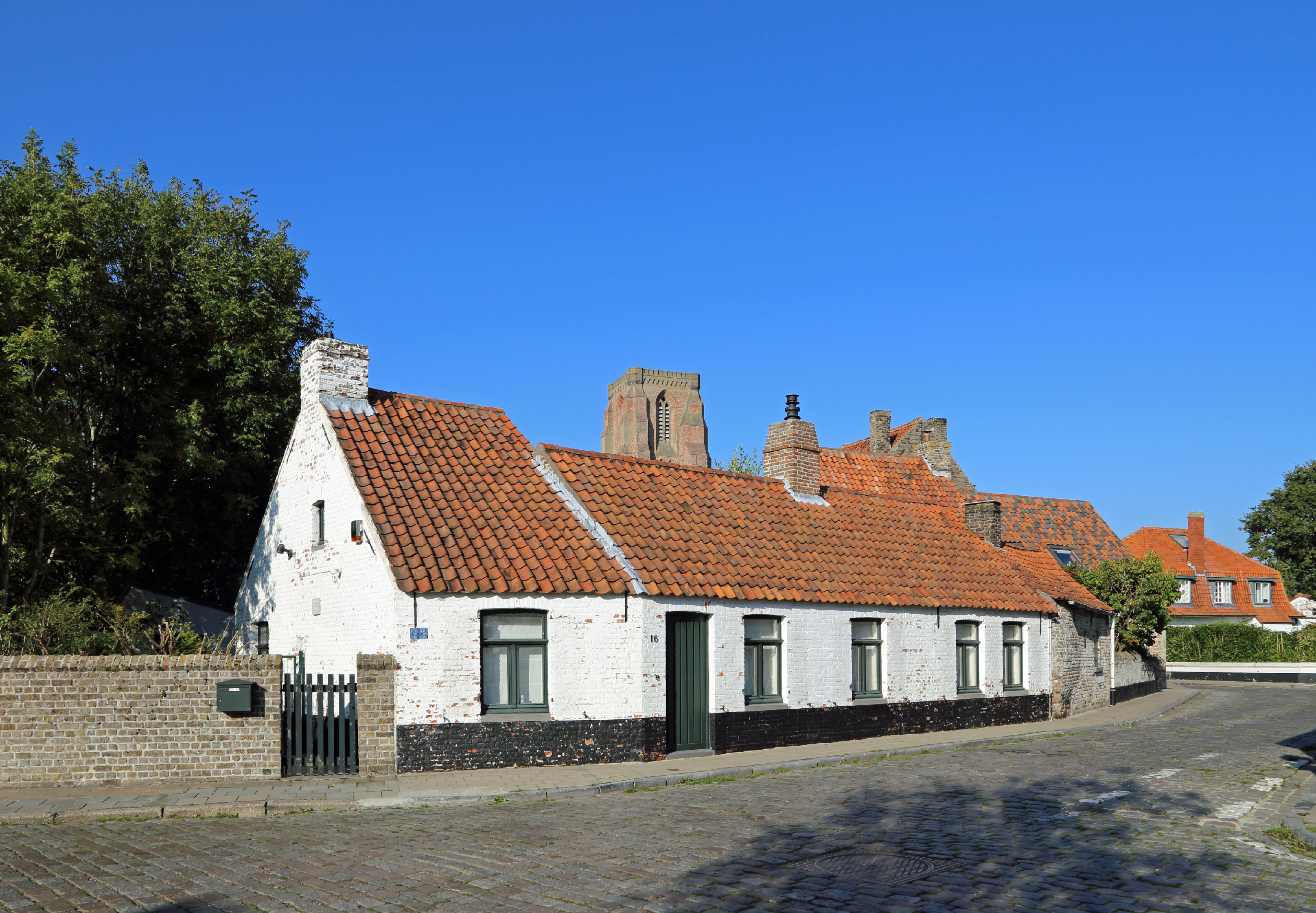
Dorpswoning

### Burgemeesters van Lissewege
Lissewege heeft 15 burgemeesters gehad tussen 1800 en 1970.

## Bezienswaardigheden
- De monumentale Onze-Lieve-Vrouw-Bezoekingskerk. Ze is een voorbeeld van kustgotiek en gebouwd van 1225 tot 1275. De kerk is driebeukig en is opgetrokken in zogenaamde moefen (bakstenen van groot formaat, gemaakt van klei uit de polders). De zuilen zijn van Doornikse kalksteen. De toren (zonder spits) dateert uit de tweede helft van de 13e eeuw. Dat er boven op de toren vuur werd ontstoken om bij mist of stormweer de schepen de weg naar de haven te wijzen, is een fabeltje. De meeste daken waren in die tijd van stro gemaakt en één sintel was genoeg om heel het dorp in lichterlaaie te zetten.

Het koor van de kerk is veelhoekig en opgetrokken uit lokale veldsteen. Dankzij de toelating van de aartshertogen Albrecht en Isabella werd het kerkgebouw in de 17de eeuw gerestaureerd, zonder zijn oorspronkelijke karakter te verliezen. Het interieur treft door eenheid. De kerk meet 54 bij 21 meter en is 28 meter hoog. De toren is 49,5 meter of 13 Brugse roeden hoog en kan bezocht worden via 264 stenen treden.
- Ter Doest, abdij van de cisterciënzers, met zijn monumentale 13de-eeuwse tiendenschuur.
- Het Lisseweegs Vaartje, een oud kanaal door het dorpscentrum.
- Lissewege heeft veel van zijn authenticiteit uit zijn verleden bewaard, met zijn kleine straatjes en huisjes.
- Kunstwerk met Willem van Saeftinghe van Jef Claerhout.
- Tot 1993 bezat Lissewege nog een windmolen, de Witte Molen

#### Jaarlijkse beeldenroute
Daarnaast is Lissewege ook gekend vanwege zijn jaarlijkse Beeldenroute. De eerste editie was in 1994. Onder de beeldhouwers die werk tentoonstelden zat Jef Claerhout, oud-burgemeester van Blankenberge Sylvère Declerck en Walter De Buck, die jaren actief was in de organisatie van de Gentse Feesten.

#### Jaarlijks lichtfestival
Daarnaast gaat is Lissewege jaarlijks een lichtfestival door in de maand augustus. De eerste editie ging door in 1998 op initiatief van artiest Rudy Meyns. Het parcours loopt door de dorpskern. De editie in 2024 had 8.000 bezoekers.
Zie ook
- Lijst van onroerend erfgoed in Lissewege

## Natuur en landschap
Lissewege ligt in het West-Vlaams poldergebied op een hoogte van ongeveer twee meter. Van dit poldergebied is in oostelijke richting niet veel meer over. Daar ligt het Boudewijnkanaal en een haven- en industriegebied. In zuidelijke richting ligt het bedrijventerrein van Brugge. Direct ten zuidoosten van de kom bevindt zich het Weidevogelreservaat Ter Doest.

## Verkeer en vervoer
- De dorpskern van Lissewege ligt tussen het Boudewijnkanaal en de expresweg N31 Brugge - Zeebrugge.
- Het station Lissewege ligt langs de spoorlijn Brugge - Zeebrugge.
- De stations Zeebrugge-Strand en Zeebrugge-Dorp in de Woonkern Zeebrugge langs spoorlijn Brugge-Zeebrugge
- Van 1899 tot 1986 was er in Lissewege een veerpont die de dorpskern verbond met de hoeven aan de overzijde van het Boudewijnkanaal. Toen de zone aan de overkant havengebied werd, verdween de bewoning daar en was de veerdienst niet langer nodig. De aanlegplaatsen zijn wel bewaard gebleven. Op de oostelijke oever van het kanaal stond sinds 1943 bij de aanlegplaats van de pont het café De Overzet. Na het wegvallen van de veerdienst raakte de zaak in verval. Het café werd in 2012 gesloopt.

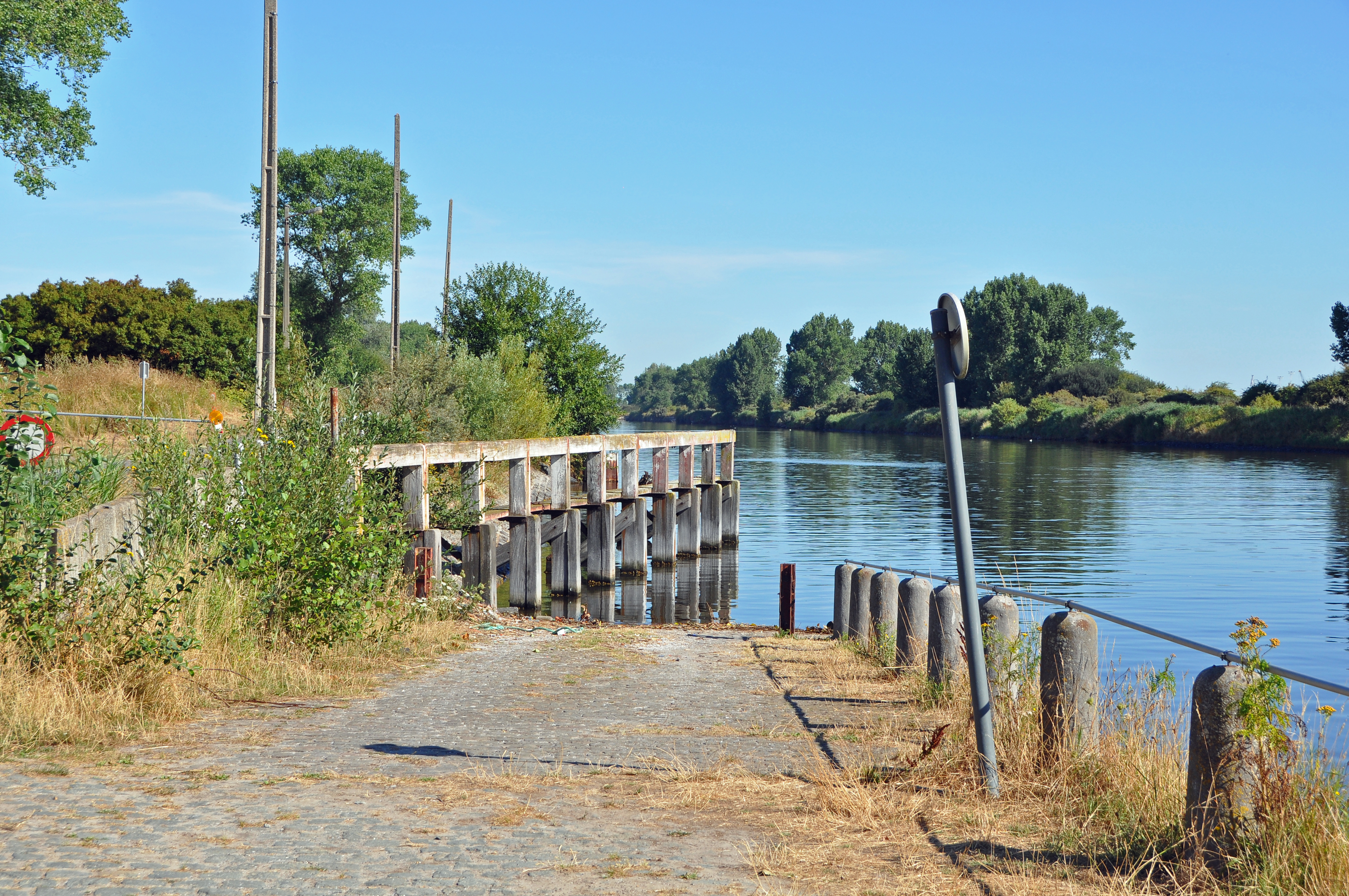
De aanlegplaats van de veerpont aan de kant van het dorp
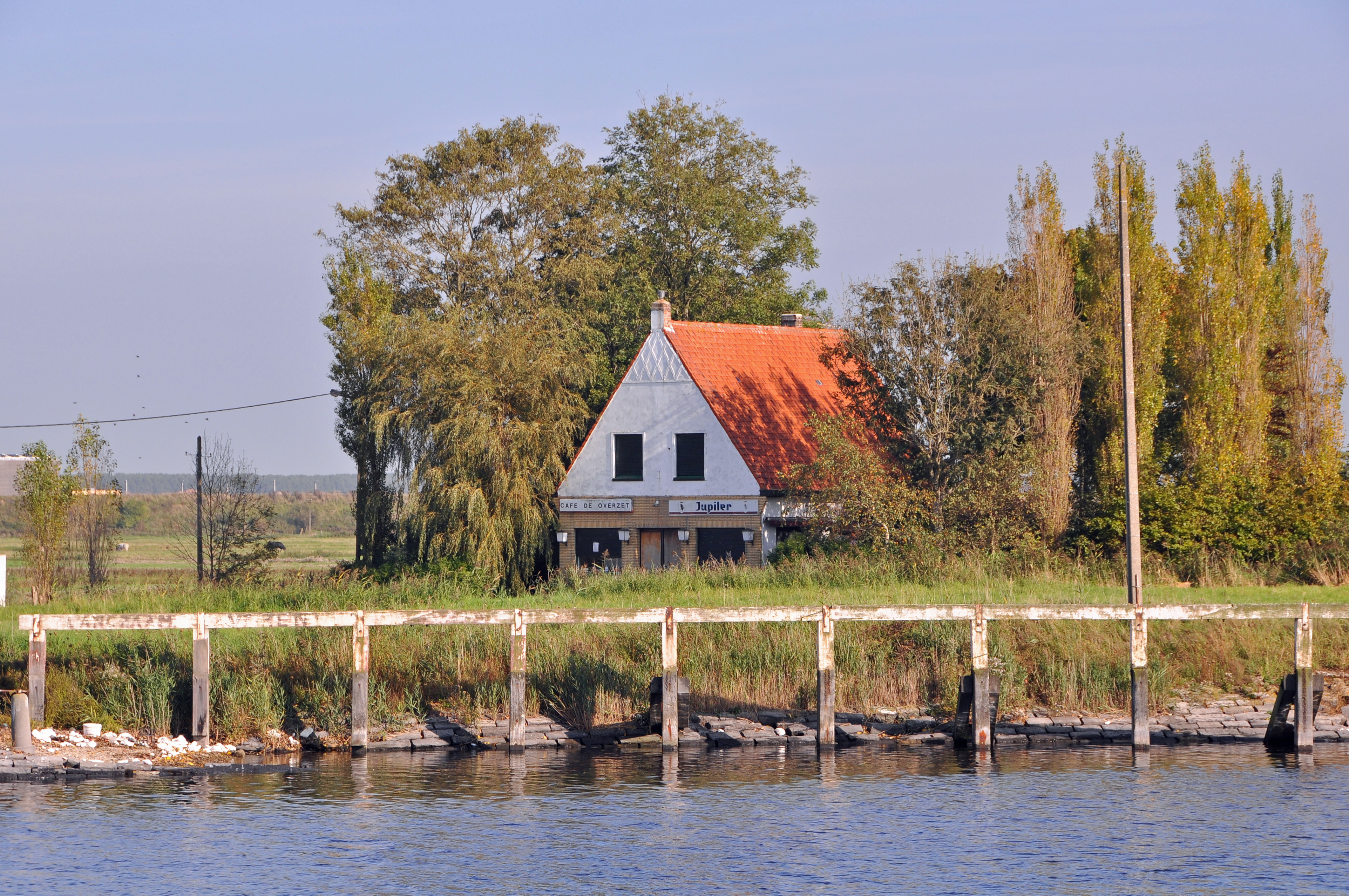
Café De Overzet kort voor de afbraak

## Nabijgelegen kernen
Dudzele, Zwankendamme, Uitkerke, Sint-Jan-op-den-Dijk

## Lissewege
- Karel DE FLOU, Lissewege, in: Woordenboek der toponymie van West-Vlaanderen, Deel IX.
- J. E. DE LANGHE, Wat betekent de naam Lissewege, in: Biekorf, 1987.

## Externe links

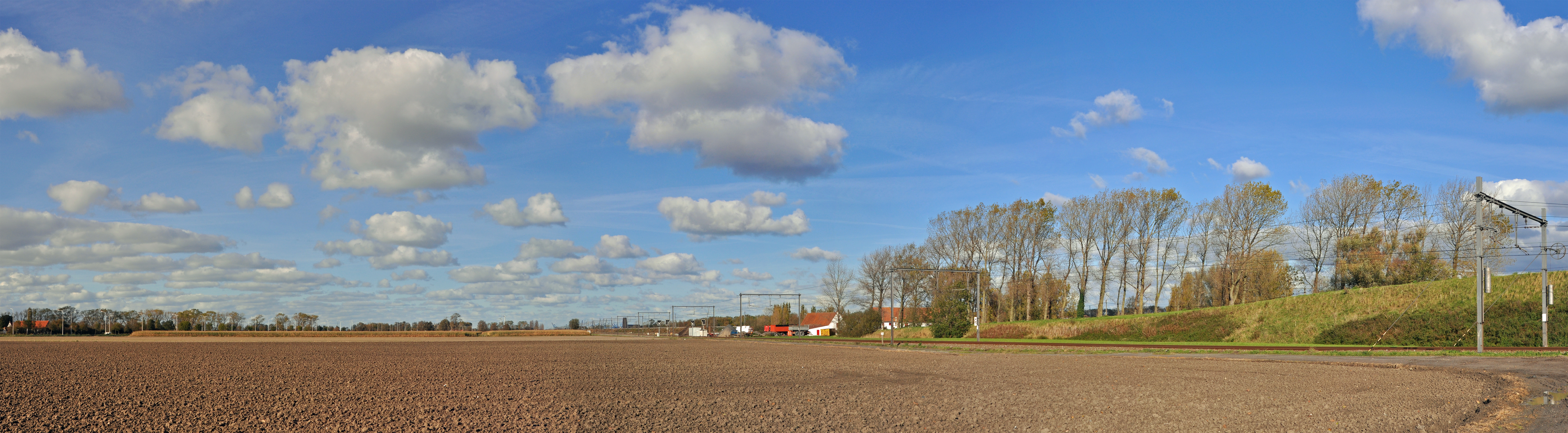
Polderlandschap in de buurt van Lissewege. Centraal aan de horizon: de kerktoren van Lissewege. Links: de N31. Rechts: Spoorlijn 51A Brugge-Zeebrugge.